# Epiophlebiidae
Epiophlebiidae – monotypowa rodzina ważek występujących w Azji. Są żywymi skamieniałościami łączącymi cechy ważek różnoskrzydłych (Anisoptera) i ważek równoskrzydłych (Zygoptera). Budową ciała imagines i larw przypominają Anisoptera, natomiast użyłkowanie skrzydeł mają podobne do Zygoptera. Z tego powodu taksonomowie umieszczali je w parafiletycznym podrzędzie Anisozygoptera wraz z kilkoma rodzinami ważek mezozoicznych. Obecnie Epiophlebiidae uważana jest za grupę bazalną ważek różnoskrzydłych (Anisoptera), czasami wydzielana do infrarzędu Epiophlebioptera w podrzędzie Epiprocta. Na liście World Odonata List rodzina ta nadal umieszczana jest w podrzędzie Anisozygoptera.
Rodzina obejmuje jeden rodzaj z trzema gatunkami:
- Epiophlebia Calvert, 1903
  - Epiophlebia sinensis Li & Nel, 2011
  - Epiophlebia laidlawi Tillyard, 1921 – występuje we wschodnich Himalajach,
  - Epiophlebia superstes (Selys, 1889) – występuje w Japonii.

Gatunkiem typowym jest Palaeophlebia superstes (Epiophlebia superstes) Sélys, 1889.

## Przypisy

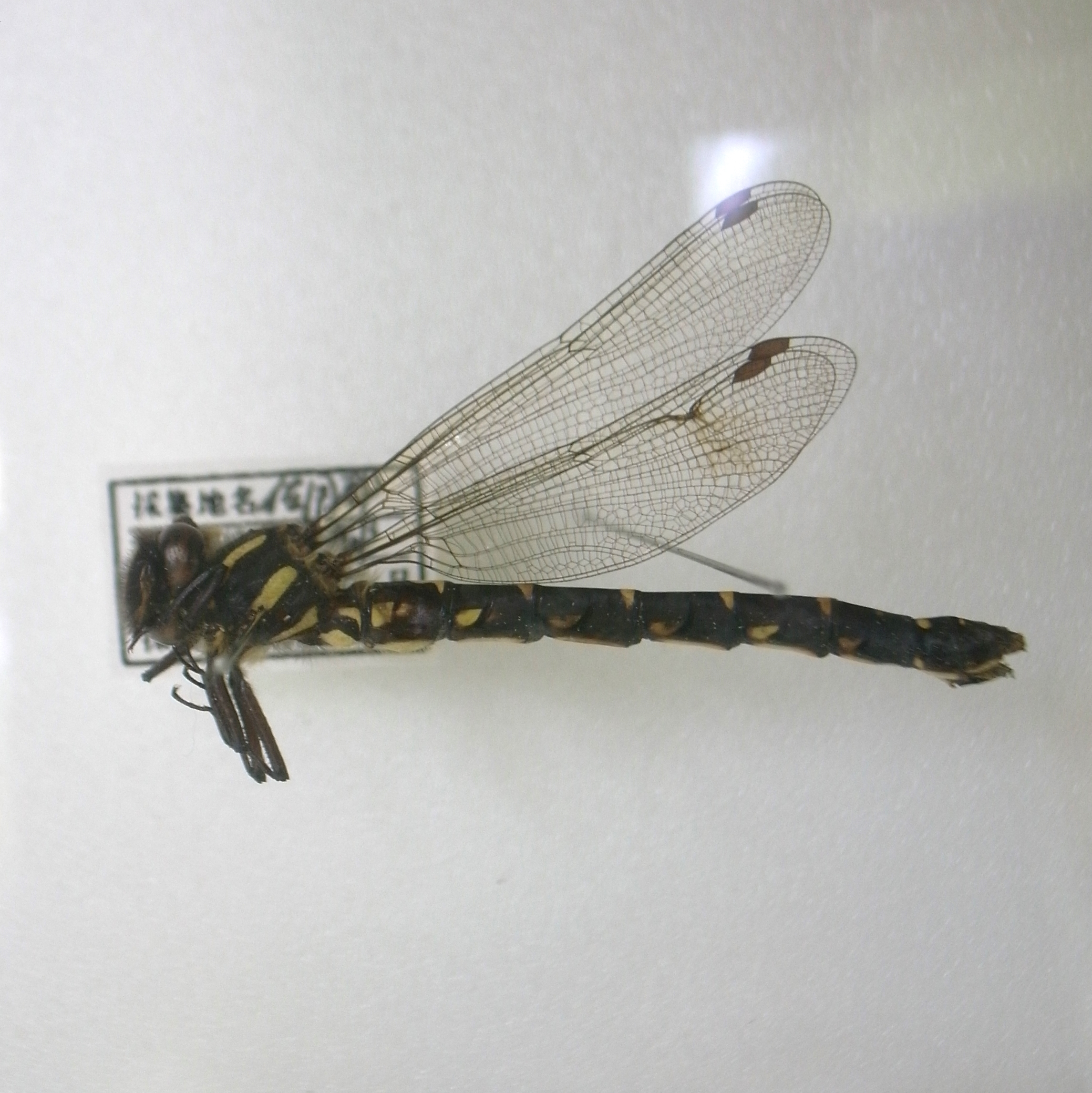
Epiophlebia superstes